# Valentina Tronel
Valentina Tronel (Rennes, Bretanya, 6 d'abril de 2009), més coneguda simplement com a Valentina, és una cantant francesa.
Valentina va néixer a la ciutat francesa de Rennes, la capital de Bretanya (nord-oest de la França). Té un germà gran que es diu Alexandre. La seva mare és professora de llengua italiana.
L'any 2016, Valentina va participar en la quarta temporada de la Veu Kids (emès a TF1 a l'any 2017), però a les audicions cegues ningú no es va dirigir cap a ella. Tenia set anys quan va sol·licitar el programa i quan es va gravar la seva audició a cegues i vuit quan es va emetre el 2 de setembre de l'any següent. Des del 2018 és membre del grup musical infantil Kids United Nouvelle Génération (l'anomenada "nova generació" del grup musical infantil Kids United) i hi ha enregistrat dos discos. Sent el membre més jove del grup, Valentina s’ha convertit en la seva mascota de qualitat. L'any 2020, va ser escollida per la France Télévisions per representar França a Eurovisió Junior i el novembre de 2020 va guanyar la competició amb 200 punts, sent la primera vegada en la qual guanya França (des del Festival d'Eurovisió de Joves Ballarins de 1989).
Ha aparegut en dues ocasions a la televisió, la primera vegada en la quarta edició de la Veu Kids (de la França) i la segona en Eurovisió Júnior 2020 on va guanyar.

## Discografia
- J'imagine (2020)
- Y'a Pas Que Les Grands Qui Rêvent (2021)
- Je Chante (2021)
- Ne Partez Pas Sans Moi (2021)
- Problème (2022)